# 宋伯鲁
宋伯鲁（1856年12月21日—1932年8月7日），字芝栋，亦作子钝、芝洞、子栋，号竹心、芝田，晚年又号钝叟，笔名别号九嵕山樵、瓶园老人、心太平轩老人，陕西礼泉人，清朝官员。戊戌变法中的重要人物。

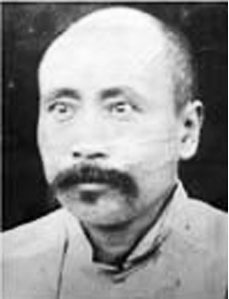
宋伯鲁

## 生平
光緒五年己卯科優貢，光绪十一年（1885年），以优贡中举，光緒十二年進士。同年五月，改翰林院庶吉士。光緒十五年四月，散館，授翰林院編修。光绪二十四年（1898年）戊戌變法時，宋伯鲁任监察御史，以個人名义为康有为上书光绪帝，有《请讲明国是正定方针摺》、《请催举经济特科片》、《请改八股为策论摺》等。宋与杨深秀联名上疏光绪帝《请将守旧礼臣立赐降斥疏》，痛斥礼部尚书许应骙守旧迂谬，阻挠新政。不久六品官礼部主事王照请礼部尚书许应骙代奏《请皇上奉皇太后圣驾巡幸中外摺》，又被许扣压，使光绪帝一气撤销许应骙等里六人职务，是为“礼部六堂官事件”。
此外，雷家圣《力挽狂澜：戊戌政变新探》
一书指出，戊戌变法期间，至中国访问的日本前首相伊藤博文与英国传教士李提摩太，向康有为提议进行「中美英日四国合邦」，于是康有为于八月初三晚间要求杨深秀、宋伯鲁等人向光緒帝上奏合邦的计划。杨深秀在八月初五（阳历9月20日）向光绪帝奏请“联合英、美、日本，勿嫌合邦之名不美”，宋伯鲁更在八月初六（阳历9月21日，亦即戊戌政变发生的当天）向光绪帝奏言：
渠（李提摩太）之来也，拟联合中国、日本、美国及英国为合邦，共選通達時務、曉暢各國掌故者百人，專理四國兵政稅則及一切外交等事，别练兵若干营，以资御侮。…今拟请皇上速简通达外务、名震地球之重臣，如大学士李鸿章者，往见该教士李提摩太及日相伊藤博文，与之商酌办法。
雷家圣指出，慈禧太后于获知此事之后，惊觉事态严重，当机立断發动政变，重新训政，结束了戊戌变法。
按照李提摩太向康有為的建議，是要中美英日四國將軍事、財政、外交等權力交給一個「百人委員會」來管理，建立一個比現在歐盟更緊密結合的聯邦，藉以對抗俄國，這在當時是完全不切實際的。但身為高級知識份子的李提摩太卻向康有為提出這種建議，動機令人懷疑，可能是以合邦為名，誘使中國先交出軍事、財政、外交等權力；宋伯魯更向光緒建議要向李提摩太與伊藤博文「商酌辦法」，則控制權將完全掌握在外人手中。因此李提摩太「合邦」的計畫，可以說是一個外交的騙局，利用康有為、宋伯魯等人對國際知識所知有限的弱點，誘騙康有為等人與光緒將中國各種重要權力交給外國人，任由外國操控宰割。然而，慈禧在9月21日訓政當天頒佈的捉拿康有為的上諭中並未提到康有為賣國，只說：“諭軍機大臣等：工部主事康有為結黨營私，莠言亂政，屢經被人參奏，著革職，並其弟康廣仁，均著步軍統領衙門拿交刑部，按律治罪。”此外，楊深秀和宋伯魯都曾上奏倡議四國合邦，但慈禧在戊戌政變之後定他們的罪中都未提到他們這條罪名；宋伯魯的罪名是“濫保匪人”、“聲名惡劣”，楊深秀的罪名是與康有為結黨。雷家聖指出這是因為慈禧當時還不知道英、美、日等國的參與程度，如果貿然指責英、美、日等國，外交糾紛更難收拾，故只能以含混之罪名帶過。
戊戌变法失败后，宋伯鲁被清廷下令革职拿问。他事先得李岳瑞密报，避于意大利使馆，旋携眷匿居上海三年余，期间一度赴日本。1902年，宋伯鲁返回陕西，被陕西按察使樊增祥抓捕，囚禁三年后获释出狱，应伊犁将军长庚之邀请赴新疆，主持新疆通志局，纂修新疆省志。1908年写成《新疆建置志》、《新疆山脉志》各四卷。宣统元年（1909年）长庚调任陕甘总督，宋随长庚东返。宣统三年（1911年）夏返回家乡。
1918年，宋伯鲁当选中华民国第二届国会参议员。1920年，中华民国第二届国会解散。晚年，宋伯鲁任陕西省通志局（馆）总纂、馆长，主持续修《陕西通志》。
1932年8月7日，逝世